# Студио за класически и съвременни танци, Попово
Студиото за класически и съвременни танци е създадено през 1981 г. в Попово.
Неговият художествен ръководител е Марина Великова (завършила Института за културно-просветни кадри, Варна, специалност „Български народни танци“) Дългогодишен репетитор на студиото е била Петя Христова, а балетен педагог Стела Драгомирова (завършила Академията за музикално и танцово изкуство, Пловдив).
Формацията изпълнява танци, съчетаващи движения от класически балет, обогатени с модерни танцувални техники. Студиото участва в VI и VII републикански фестивал на любителското народно творчество, където печели сребърни и златни медали. Лауреат е на други национални и международни конкурси и фестивали, проведени в Сърбия Унгария, Италия, Турция, Северна Македония, Русия, Румъния, и Гърция.
Всяка година танцьорите участват в Международната балетна академия във Варна и се обучават от световноизвестните хореографи и педагози: професор Хелан Хейс от САЩ, професор Наталия Тарасова от Русия, доцент Калина Богоева и доцент Петя Стоилова от България.
Участвали са в телевизионни предавания и снимки на БНТ на режисьорите Димитър Шарков и Стилиян Иванов. Трупата има повече от 650 концертни изяви в България и в чужбина и над 80 танца, дело на творческия екип и повече от 900 участници на възраст от 4 до 25 години, преминали обучение в школата, създадена към Студиото.